# Liste der Monuments historiques in Noidan
Die Liste der Monuments historiques in Noidan führt die Monuments historiques in der französischen Gemeinde Noidan auf.

## Liste der Objekte
| Bezeichnung                         | Beschreibung                           | Standort                        | Kennzeichnung | Schutzstatus | Datum | Bild |
| ----------------------------------- | -------------------------------------- | ------------------------------- | ------------- | ------------ | ----- | ---- |
| Relief Vision des heiligen Hubertus | Holz, 16. Jahrhundert                  | in der Kirche St-Andoche (Lage) | PM21001625    | Classé       | 1967  |      |
| Skulptur Heilige Katharina          | Stein, farbig gefasst, 16. Jahrhundert | in der Kirche St-Andoche (Lage) | PM21003393    | Inscrit      | 1972  |      |
| Skulptur Heilige Barbara            | Holz, farbig gefasst, 17. Jahrhundert  | in der Kirche St-Andoche (Lage) | PM21003394    | Inscrit      | 1972  |      |
| Skulptur Johannes der Täufer        | Stein, bezeichnet 1727                 | in der Kirche St-Andoche (Lage) | PM21003395    | Inscrit      | 1972  |      |